# Onthophagus megathorax
Onthophagus megathorax är en skalbaggsart som beskrevs av Gillet 1921. Onthophagus megathorax ingår i släktet Onthophagus och familjen bladhorningar. Inga underarter finns listade i Catalogue of Life.